# Tongeia filicaudis
Tongeia filicaudis is een vlinder uit de familie van de Lycaenidae. De wetenschappelijke naam van de soort is voor het eerst gepubliceerd in 1877 door William Burgess Pryer.
De soort komt voor in Noord-China.